# Isocybus auripes
Isocybus auripes är en stekelart som först beskrevs av Léon Abel Provancher 1888.  Isocybus auripes ingår i släktet Isocybus och familjen gallmyggesteklar. Inga underarter finns listade i Catalogue of Life.